# Article 41 de la Constitution de la Cinquième République française
Article 40 Article 42

## Texte
« S'il apparaît au cours de la procédure législative qu'une proposition ou un amendement n'est pas du domaine de la loi ou est contraire à une délégation accordée en vertu de l'article 38, le Gouvernement ou le président de l'assemblée saisie peut opposer l'irrecevabilité.

En cas de désaccord entre le Gouvernement et le Président de l'assemblée intéressée, le Conseil constitutionnel, à la demande de l'un ou de l'autre, statue dans un délai de huit jours. »
— Article 41 de la Constitution du 4 octobre 1958

## Historique
La révision constitutionnelle du 23 juillet 2008 a rajouté la possibilité pour le président de l'assemblée concernée d'invoquer le non-respect de l'article 41. 

## Application
Cet article est étroitement lié au parlementarisme rationalisé mis en œuvre par la Constitution de la Cinquième République. Cette dernière entend encadrer strictement l'action du Parlement et, notamment, ses compétences. Alors que sous les Troisième et Quatrième Républiques, il était compétent pour l'ensemble des matières, la Cinquième République définit limitativement les domaines d'action du Législateur (article 34 de la Constitution), les autres matières étant de la compétence du pouvoir réglementaire (article 37 de la Constitution). L'article 41 doit donc assurer le respect de cette séparation entre pouvoir législatif et pouvoir réglementaire. En effet, le Gouvernement est compétent pour soulever l'irrecevabilité législative, c'est-à-dire le fait qu'une proposition de loi ou d'amendement ne respecte pas le partage des compétences tracé par la Constitution. 
C'est au Conseil constitutionnel, en cas de désaccord entre le Gouvernement et le président de l'assemblée concernée, de garantir le respect de cette recevabilité, à la différence de l'irrecevabilité financière de l'article 40 où ce sont les assemblées qui sont prioritairement chargées du contrôle. En effet, la mission originelle du Conseil constitutionnel est d'assurer le respect du cadre constitutionnel par le Parlement, notamment en ce qui concerne ses compétences. En outre, cette irrecevabilité est relative, elle ne fait pas l'objet d'un contrôle systématique. En définitive, le gouvernement dispose de moyens pour éviter l'empiétement du législatif sur le réglementaire, mais s'il ne réagit pas, on considère que le gouvernement est d'accord avec ce moyen de faire. Le Conseil constitutionnel en a tiré comme conséquence que l'intervention du législateur dans le domaine réglementaire n'est pas inconstitutionnelle (décision 143 DC du 30 juillet 1982 dite « blocage des prix et des revenus »), et les parlementaires ne peuvent le saisir pour violation de l'article 41. 
Les décisions rendues par le Conseil constitutionnel à propos de l'article 41 ne concernent que le respect de cette disposition constitutionnelle et sont intitulées FNR, soit « fin de non recevoir ».
La procédure prévue à l'article 41, alinéa 2, a été utilisée à douze reprises entre 1958 et le 13 octobre 2020, aboutissant donc à une certaine désuétude qui s'explique tant par le fait que le Gouvernement n'est pas obligé de l'utiliser que par le fait qu'il souhaite généralement laisser une marge de manœuvre importante à sa majorité. Elle n'a été utilisée, entre 1979 et 2020, qu'en 2014. En 2023, le Conseil constitutionnel rend une nouvelle décision FNR. Pour le publiciste Pierre Mouzet, l'usage limité fait de la procédure de l'article 41 s'explique par la volonté d'" éviter de rigidifier ou d'alourdir la procédure législative". En effet, l'usage de cette procédure interrompt la discussion et le gouvernement dispose d'autres moyens pour écarter ces textes-tels que ceux prévus par les articles 40 et 44, alinéa 3 de la Constitution

## Annexe